# كارولين لي (كاتبة)
كارولين لي (بالإنجليزية: Carolyn Leigh)‏ هي تاجرة أعمال فنية وفنانة وكاتِبة أمريكية، ولدت في 1945.